# Wondecla
Wondecla är en ort i Australien. Den ligger i kommunen Tablelands och delstaten Queensland, omkring 1 400 kilometer nordväst om delstatshuvudstaden Brisbane.
Trakten runt Wondecla är nära nog obefolkad, med mindre än två invånare per kvadratkilometer.. Närmaste större samhälle är Atherton, omkring 19 kilometer nordost om Wondecla. 
I omgivningarna runt Wondecla växer huvudsakligen savannskog. Genomsnittlig årsnederbörd är 1 577 millimeter. Den regnigaste månaden är mars, med i genomsnitt 342 mm nederbörd, och den torraste är september, med 28 mm nederbörd.